# Phyllodactylus leei
Espèce
Statut de conservation UICN

 NT  : Quasi menacé
Phyllodactylus leei est une espèce de geckos de la famille des Phyllodactylidae.

## Répartition
Cette espèce est endémique de l'île San Cristóbal dans les îles Galápagos en Équateur.

## Étymologie
Cette espèce est nommée en l'honneur de Thomas Lee.

## Publication originale
- Cope, 1889 : Scientific results of explorations by the U.S. Fish Commission steamer Albatros. III. Report on the batrachians and reptiles collected in 1887-88. Proceedings of the United States National Museum, vol. 12, p. 141-147 (texte intégral).